# Alice Drummond
Alice Drummond (Pawtucket, 21 maggio 1928 – New York, 30 novembre 2016) è stata un'attrice statunitense.

## Biografia
È stata un'attrice caratterista; Alice Drummond iniziò la sua carriera artistica come comprimaria in alcune serie televisive a partire dalla prima metà degli anni sessanta. 
Dopo una gavetta televisiva durata alcuni anni, Alice Drummond approdò al cinema nel 1970 nel film Senza un filo di classe nel ruolo di una signora presente in un ascensore; per tutta la durata degli anni settanta, l'attrice rimase relegata a piccoli ruoli marginali fin quando ottenne maggiore notorietà quando il regista Ivan Reitman le affidò il ruolo dell'anziana bibliotecaria in Ghostbusters - Acchiappafantasmi in cui, a inizio pellicola, rimane sconvolta nel trovarsi di fronte a delle presenze spettrali che è stata lei stessa ad aizzare con la sua forte emozione dovuta all'improvviso spavento.
Quel piccolo ruolo avuto negli anni ottanta, aprì ad Alice Drummond una crescita professionale che la elevò maggiormente anche a ruoli talvolta da antagonista come avvenuto per il film Risvegli in cui interpretò il ruolo di Lucy, un'anziana signora con una particolare patologia mentale.
Tra i ruoli interpretati da Alice Drummond, rimane significativo anche il ruolo di Clara in A Wong Foo, grazie di tutto! Julie Newmar, una signora dai valori morali ferrei che cambia radicalmente i suoi punti di vista, quando nella cittadina in cui risiede fanno il loro arrivo tre drag queen che rivoluzionano in modo progressivo le menti assopite dei residenti che fino a quel momento erano cresciuti avendo come punto di riferimento i soli esempi tipici trasmessi dalle generazioni precedenti.
È deceduta a New York il 30 novembre 2016 a 88 anni.

## Filmografia

### Cinema
- Senza un filo di classe (Where's Poppa?), regia di Carl Reiner (1970)
- Man on a Swing, regia di Frank Perry (1974)
- Thieves, regia di John Berry e Alfred Viola (1977)
- Il re degli zingari (King of the Gypsies), regia di Frank Pierson (1978)
- Li troverò ad ogni costo (Hide in Plain Sight), regia di James Caan (1980)
- Uno scomodo testimone (Eyewitness), regia di Peter Yates (1981)
- Il più bel Casino del Texas (The Best Little Whorehouse in Texas), regia di Colin Higgins (1982)
- Ghostbusters - Acchiappafantasmi (Ghostbusters), regia di Ivan Reitman (1984)
- Labirinto mortale (The House on Carroll Street), regia di Peter Yates (1988)
- Il club dei suicidi (The Suicide Club), regia di James Bruce (1988)
- L'allegra fattoria (Funny Farm), regia di George Roy Hill (1988)
- Vivere in fuga (Running on Empty), regia di Sidney Lumet (1988)
- Animal Behavior, regia di Jenny Bowen e Kjehl Rasmussen (1989)
- I delitti del gatto nero (Tales from the Darkside: The Movie), regia di John Harrison (1990)
- Risvegli (Awakenings), regia di Penny Marshall (1990)
- Milionario per caso (Money for Nothing), regia di Ramón Menéndez (1993)
- Ace Ventura - L'acchiappanimali (Ace Ventura: Pet Detective), regia di Tom Shadyac (1994)
- La vita a modo mio (Nobody's Fool), regia di Robert Benton (1994)
- Genio per amore (I.Q.), regia di Fred Schepisi (1994)
- Jeffrey, regia di Christopher Ashley (1995)
- A Wong Foo, grazie di tutto! Julie Newmar (To Wong Foo, Thanks for Everything! Julie Newmar), regia di Beeban Kidron (1995)
- Parlando e sparlando (Walking and Talking), regia di Nicole Holofcener (1996)
- Commandments, regia di Daniel Taplitz (1997)
- Solo se il destino ('Til There Was You), regia di Scott Winant (1997)
- Office killer - L'impiegata modello, regia di Cindy Sherman (1997)
- In & Out, regia di Frank Oz (1997)
- Biglietti... d'amore (Just the Ticket), regia di Richard Wenk (1999)
- Lettera d'amore, regia di Peter Chan (1999)
- I'll Take You There, regia di Adrienne Shelly (1999)
- Advice from a Caterpillar, regia di Don Scardino (1999)
- Il segreto di Joe Gould (Joe Gould's Secret), regia di Stanley Tucci (2000)
- The Rising Place, regia di Tom Rice (2001)
- Schegge di April (Pieces of April), regia di Peter Hedges (2003)
- House of D, regia di David Duchovny (2004)
- The Honeymooners, regia di John Schultz (2005)
- Chronic Town, regia di Tom Hines (2008)
- Synecdoche, New York, regia di Charlie Kaufman (2008)
- Il dubbio (Doubt), regia di John Patrick Shanley (2008)
- Motherhood - Il bello di essere mamma (Motherhood), regia di Katherine Dieckman (2008)
- After.Life, regia di Agnieszka Wojtowicz-Vosloo (2009)
- Puzzole alla riscossa (Furry Vengeance), regia di Roger Kumble (2010)

### Televisione
- Dark Shadows - soap opera (1967)
- New York Television Theatre, regia di Edward Albee - film TV (1970)
- Particular Men, regia di Glenn Jordan - film TV (1972)
- Where the Heart Is - serie TV (1973)
- The Best of Families - miniserie TV (1977)
- I Ryan (Ryan's Hope) - serie TV (1978)
- Il santuario della paura, regia di John Llewellyn Moxey - film TV (1979)
- Park Place - miniserie TV,  (1981)
- Con affetto, tuo Sidney (Love, Sidney) - serie TV, episodio 1x08 (1981)
- American Playhouse - serie TV, episodio 3x14 (1984)
- Great Performances - serie TV, episodi 5x07-13x04 (1977-1984)
- Un giustiziere a New York (The Equalizer) - serie TV, episodio 2x02 (1986)
- Giudice di notte (Night Court) - serie TV, episodi 1x11-4x12 (1984-1987)
- Kate e Allie (Kate & Allie) - serie TV, episodio 5x14 (1988)
- The Days and Night of Molly Dodd - serie TV, episodio 3x10 (1989)
- Money, Power, Murder., regia di Lee Philips - film TV (1989)
- Nikki and Alexander, regia di Reinhold Weege - film TV (1989)
- Lenny - serie TV (1990-1991)
- Frannie's Turn - miniserie TV (1992)
- Daybreak, regia di Stephen Tolkin - film TV (1993)
- Grace Under Fire - serie TV, episodio 1x12 (1994)
- Law & Order - I due volti della giustizia (Law & Order) - serie TV, episodio 4x17 (1994)
- Cosby - serie TV, episodio 1x03 (1996)
- Destino fatale (Earthly Possessions), regia di James Lapine - film TV (1999)
- Spin City - serie TV, episodio 4x16 (2000)
- Ed - serie TV, episodio 2x21 (2002)
- The Jury, regia di Barry Levinson - serie TV, episodio 1x02 (2004)
- Boston Legal, regia di Ron Underwood - serie TV, episodio 2x08 (2005)
- Micht Albom's For One More Day, regia di Lloyd Kramer - film TV (2007)

### Cortometraggi
- The Dog Lover, regia di Morris Engel (1962)
- Just in Time, regia di Tom Rice (1996)
- Open House, regia di Nick Paley (2011)

## Doppiatrici italiane
Nelle versioni in italiano delle opere in cui ha recitato, Alice Drummond è stata doppiata da:
- Graziella Polesinanti in Schegge di April, House of D - Il mio amico speciale, Synecdoche, New York, After.Life
- Alina Moradei in The Honeymooners, Il dubbio, Puzzole alla riscossa
- Angiolina Quinterno in Ghostbusters - Acchiappafantasmi, Solo se il destino
- Clelia Bernacchi in L'allegra fattoria, I delitti del gatto nero
- Micaela Giustiniani in Ace Ventura - L'acchiappanimali, A Wong Foo, grazie di tutto! Julie Newmar
- Elena Magoia in Risvegli
- Deddi Savagnone in La vita a modo mio
- Cristina Grado in Office Killer - L'impiegata modello
- Francesca Palopoli in In & Out
- Liliana Jovino in Boston Legal
- Gabriella Genta in Motherhood - Il bello di essere mamma